# Deutsche Gesellschaft für Robotik
Die Deutsche Gesellschaft für Robotik (DGR) war seit dem Jahr 2000 die Dachorganisation der auf dem Gebiet der Robotik tätigen wissenschaftlichen Gesellschaften und industriellen Verbände in Deutschland. 

## Zielsetzung
Zielsetzung der DGR ist die Förderung der Forschung, Entwicklung, Ausbildung und Anwendung auf dem gesamten Gebiet der Robotik:
- Die DGR bildete die Basis des gegenseitigen Erfahrungsaustauschs und der gemeinsamen Behandlung wissenschaftlicher und technischer Fragen. Zu diesem Zweck richtet die DGR eigene Tagungen aus oder beteiligt sich an Veranstaltungen anderer Organisationen.
- Sie sorgte für eine Verbreitung der Arbeitsergebnisse zum Thema Robotik im Interesse der Öffentlichkeit und für eine möglichst umfassende Unterrichtung aller beteiligten Kreise durch Veröffentlichungen in einschlägigen Fachzeitschriften und durch eigene Berichte.
- Zur Förderung des technischen Fortschritts im Bereich Robotik vertritt sie die gemeinschaftlichen Belange gegenüber nationalen und internationalen Organisationen.

## Organisation
Die Deutsche Gesellschaft für Robotik vereint gleichermaßen Industrieverbände und wissenschaftliche Vereinigungen in Deutschland. Ihre internationale Ausrichtung ergibt sich durch Mitgliedsorganisationen, die ihrerseits Teil großer internationaler Vereinigungen sind.
Leitungsgremium und Vertreter der DGR im Außenverhältnis ist der von der Trägerversammlung auf drei Jahre gewählte Vorstand.
Kern der DGR ist die Trägerversammlung, die sich aus dem Vorstand und den Vertretern der Trägergesellschaften zusammensetzt. Als konstituierendes Organ der DGR ist sie sowohl für alle richtungsweisenden Entscheidungen als auch für die Wahl des Vorstands, die ordnungsgemäße Durchführung aller Aktivitäten und die Aufnahme weiterer Trägergesellschaften zuständig.
Träger der DGR sind gemeinnützig tätige wissenschaftliche Gesellschaften und sonstige auf dem Gebiet der Robotik tätige Verbände. Die DGR ist entsprechend ihrem Anspruch als Dachorganisation für Robotik in Deutschland offen für weitere Gesellschaften, Vereine und Verbände, die sich auf dem Gebiet der Robotik betätigen.

## Vorstand und Vertreter
Der Vorsitzende entscheidet in allen Angelegenheiten der DGR, soweit sie nicht in die Zuständigkeit der Trägerversammlung oder des Geschäftsführers fallen. Die Amtsdauer des Vorsitzenden und seiner Stellvertreter beträgt drei Jahre. Zwischen 2009 und 2015 war Alexander Verl Vorsitzender der DGR. Seit 2015 hat Tamim Asfour vom Karlsruher Institut für Technologie (KIT)  den Vorsitz inne.

## Mitglieder
Die DGR wird durch folgende gemeinnützig tätige wissenschaftliche Gesellschaften und sonstige auf dem Gebiet der Robotik tätige Verbände – die Mitglieder der DGR – gebildet:
- VDE-Gesellschaft Mess- und Automatisierungstechnik (GMA)
- VDI-Gesellschaft Mikroelektronik, Mikro- und Feinwerktechnik (GMM)
- Informationstechnische Gesellschaft im VDE (ITG)
- Gesellschaft für Informatik e. V. (GI)
- IEEE Robotics & Automation
- European Coordinating Committee for Artificial Intelligence (ECCAI)
- Deutsche Gesellschaft für Computer- und Roboter-Assistierte Chirurgie e.V. (CURAC)
- German Chapter of European Neural Network Society
- Deutsche Arbeitsgemeinschaft für Mustererkennung e.V. (DAGM)
- Fraunhofer-Gesellschaft zur Förderung der angewandten Forschung e.V. (FhG)

## DGR-Tage
Ziel der DGR-Tage ist die Bildung einer sichtbaren, interdisziplinären deutschen Robotik-Community aus Wissenschaftlern und Forschungsinstitutionen der Robotik, der künstlichen Intelligenz und der Kognitionswissenschaft sowie aus Vertretern der Industrie. Schwerpunkt ist es dabei, Wissenschaftler, insbesondere Nachwuchswissenschaftler (Doktoranden und Postdocs), aus diesen Bereichen näher zusammenzubringen und zum Dialog und zur Kooperation zu motivieren.
Die erste Veranstaltung in der Reihe fand am 12. und 13. Oktober 2011 in Karlsruhe, in den folgenden Jahren am 6. und 7. September 2012 in Berlin und am 7. und 8. Oktober 2013 in München statt.